# Sikorzyn (powiat gostyński)
Sikorzyn – wieś w Polsce położona w województwie wielkopolskim, w powiecie gostyńskim, w gminie Gostyń.

## Historia
Wieś pierwotnie związana była z Wielkopolską. Ma metrykę średniowieczną i istnieje co najmniej od pierwszej połowy XV wieku. Po raz pierwszy wymieniana w łacińskim dokumencie z 1420 jako Bukownycza alias Szykorzino, 1421 Sycorzino, 1510 Sikorzyno, 1530 Schikorzino, 1563 Szykorzyno, 1564 Szikorzyno.
Pierwsza wzmianka o wsi pochodzi z 1420 i dotyczy jej sprzedaży przez jej właścicieli, braci przyrodnich Dobrogosta, Mikołaja i Jana. Nabywca Andrzej Łaskarz biskup poznański zakupił od nich za 200 grzywien groszy praskich połowę dziedziny Bukownica zwanej Sikorzyno (oryg. medietatem hereditatis suam Bukownycza alias Szykorzino dicta). Jak przypuszczają historycy wieś była prawdopodobnie częścią innej wsi – Bukownicy o czym świadczy łaciński zapis w akcie sprzedaży. Wzajemny stosunek dwóch części Bukownicy – Bukownicy Małej, Bukownicy Wielkiej oraz Sikorzyna nie jest obecnie jasny dla historyków. W 1421 jeden ze wspomnianych braci Mikołaj z Bukownicy dał biskupowi poznańskiemu Andrzejowi kolejną połowę Bukownicy, czyli Sikorzyna, a w zamian otrzymał jeden łan w Księginkach koło Dolska oraz 200 grzywien groszy praskich. Mikołaj jako posiadacz tego łanu miał odpowiadać tylko przed sądem biskupim na prawie polskim.
Początkowo była więc wsią szlachecką, a w wyniku sprzedaży stała się wsią duchowną, czyli należącą do kleru. Leżała w krobskim kluczu dóbr biskupów poznańskich i w majętnościach tych stała się już osobną wsią. W 1530 miejscowość należała do powiatu kościańskiego Korony Królestwa Polskiego. W 1510 należała do parafii Krobia.
Wieś odnotowały historyczne rejestry podatkowe. W 1510 było w Sikorzynie 1,5 łana osiadłego, 3,5 łana opuszczonego uprawianego dla biskupa poznańskiego, dwa sołectwa w tym jedno opuszczone. W 1530 miał miejsce pobór od dwóch łanów. W 1563 pobór od 2,5 łana oraz 2 łanów sołeckich. W 1564 odnotowano 5 półłanków, 2 łany opuszczone oraz role zwane Kąty uprawiane dla biskupa poznańskiego. W 1571 pobrano podatki od 2,5 łanów kmiecych, 2 łanów sołeckich, dwóch komorników. W 1580 pobór odbył się od 2,5 łana, 2 łanów sołeckich, zagrodnika, komornika. W 1583 płatnikiem poboru podatkowego z Sikorzyna był biskup poznański.
Pod koniec XVI wieku wieś duchowna Sikorzyno była własnością biskupstwa poznańskiego i leżała w powiecie kościańskim województwa poznańskiego w Rzeczypospolitej Obojga Narodów. W 1794 r. po konfiskacie dokonanej przez władze pruskie wieś weszła w skład dóbr rządowych i została oddana w dzierżawę.
W wyniku II rozbioru Rzeczypospolitej w 1793, miejscowość przeszła w posiadanie Prus i jak cała Wielkopolska znalazła się w zaborze pruskim. W okresie Wielkiego Księstwa Poznańskiego (1815-1848) miejscowość należała do wsi większych w ówczesnym pruskim powiecie Kröben (krobskim) w rejencji poznańskiej. Sikorzyn należał do okręgu ekonomii Krobia tego powiatu i stanowił część majątku Chumiętki, którego właścicielem był wówczas rząd pruski w Berlinie. Według spisu urzędowego z 1837 roku wieś liczyła 143 mieszkańców, którzy zamieszkiwali 22 dymy (domostwa).
W drugiej połowie XIX wieku dobra została wykupione przez Komisję Kolonizacyjną i sprzedane Niemcom.
W latach 1975–1998 miejscowość należała administracyjnie do województwa leszczyńskiego.
We wsi działa szkoła podstawowa.